# Boloria posticeporecta
Boloria posticeporecta är en fjärilsart som beskrevs av Ruggero Verity 1950. Boloria posticeporecta ingår i släktet Boloria och familjen praktfjärilar. Inga underarter finns listade i Catalogue of Life.